# Edmonton Oil Kings
Edmonton Oil Kings är ett kanadensiskt proffsjuniorishockeylag som är baserat i Edmonton, Alberta och har spelat i den nordamerikanska proffsjuniorligan Western Hockey League (WHL) sedan 2007. De ägs av Oilers Entertainment Group (OEG), som äger bland annat ishockeyorganisationen Edmonton Oilers i den nordamerikanska proffsligan National Hockey League (NHL). Oil Kings spelar sina hemmamatcher i Rogers Place som har en publikkapacitet på 18 641 åskådare. De har vunnit Memorial Cup en gång (2013–2014) och WHL två gånger (2011-2012, 2013-2014).
Oil Kings har lyckats få fram spelare som bland annat Curtis Lazar, Mark Pysyk, Griffin Reinhart, Henrik Samuelsson och Tomáš Vincour som alla tillhör olika medlemsorganisationer i NHL.